# Teixidor menut de clatell rogenc
El teixidor menut de clatell rogenc (Sporopipes frontalis) és un ocell de la família dels ploceids (Ploceidae).

## Hàbitat i distribució
Habita àrids matollars xèrics al Senegal, Gàmbia, sud de Mauritània, sud de Mali, Burkina Faso, sud de Níger, nord de Ghana, nord de Nigèria, Camerun, sud de Txad i nord de la República Centreafricana, fins Sudan del Sud i nord-oest d'Etiòpia, Eritrea i, més cap al sud, al nord-est d'Uganda, Kenya i nord i centre de Tanzània.